# Lernaeenicus vorax
Lernaeenicus vorax is een eenoogkreeftjessoort uit de familie van de Pennellidae. De wetenschappelijke naam van de soort is voor het eerst geldig gepubliceerd in 1877 door Richiardi.